# Sariska-Nationalpark
Der Sariska-Nationalpark (Hindi सरिस्का राष्ट्रीय उद्यान IAST Sariskā rāṣṭrīya udyāna) ist ein Nationalpark im Distrikt Alwar im indischen Bundesstaat Rajasthan. Die Topographie des Sariska-Nationalparks begünstigt aride Dornstrauchsavannen sowie trockene Laubwälder. Das Gebiet war zunächst Jagdgebiet der Fürsten von Alwar und wurde im Jahr 1955 als Wildlife Sanctuary ausgewiesen. Im Jahr 1979 erhielt es den Status eines Nationalparks. Die derzeitige Fläche des Nationalparks umfasst 866 km². Er befindet sich 107 km nördlich von Jaipur und 200 km südlich von Delhi.
Das Gebiet um Sariska ist Teil des Aravalligebirges und ist reich an Bodenschätzen wie beispielsweise Kupfer. Trotz eines Abbauverbots des Obersten indischen Gerichts von 1991, wird weiterhin Marmor abgebaut.
Ein besonderes Merkmal des Sariska-Nationalparks sind die bengalischen Tiger. Dort fand die erste erfolgreiche Auswilderung bengalischer Tiger statt, die eine bis heute wachsende Population etabliert hat.

## Fauna
Weitere Wildtiere sind der indische Leopard, die Rohrkatze, der Karakal, die Streifenhyäne, der Goldschakal, der Axishirsch, der Sambar, die Nilgauantilope, die Indische Gazelle, die Vierhornantilope (ausgestorben), das Wildschwein, der Schwarznackenhase, der Bengalische Hanuman-Langur, Rhesusaffen, sowie verschiedenste Reptilien- und Vogelarten, wie Reb- und Flughühner.

## Flora
In den Wäldern herrscht Anogeissus pendula vor, jedoch sind auch Boswellia serrata, Sterculia urens, der Malabar-Lackbaum, Lannea coromandelica, die Indische Jujube und die Gerber-Akazie vertreten. Des Weiteren sind die Banyan-Feige, Terminalia arjuna, der Guggul, sowie Bambus anzutreffen. Bodendeckende Pflanzen wie Capparis decidua, das Indische Lungenkraut und Ziziphus nummularia.

## Historische Stätten
Im Nationalpark befinden sich außerdem einige Stätten mit historischer Bedeutung, wie das Kankwadi-Fort aus dem 16. Jahrhundert, welches sich in der Nähe des Zentrums des Nationalparks befindet.

## Tiger-Population
Im Jahr 2004 wurde glaubhaft berichtet, dass es keine Sichtungen von Tigern im Sariska-Nationalpark gab. Darüber hinaus wurden auch keine Spuren von Anwesenheit von Tigern ausgemacht. In den Jahren vorher waren ungefähr 16 Tiger im Nationalpark beheimatet. Als einer der Hauptgründe für das Verschwinden der Tiger wurde die Wilderei ausgemacht. Daraufhin wurden von offizieller Stelle drei adulte Tiger ausgewildert.
Im Jahr 2012 betrug die Zahl der Tiger fünf adulte Tiere und zwei Jungtiere.